# Крістіан Жерегі
Крістіан Жерегі (рум. Cristian Jereghi, нар. 19 лютого 1990 в Москві) - український кінорежисер, сценарист, журналіст

## Біографія
Крістіан Жереги народився 19 лютого 1990 року в Москві. Навчався на режисерському факультеті ВГИКа (курс Ю. Абдрашитова).
Військовий кореспондент телеканалу НТВ  під час Російсько-грузинської війни (2008)
До подій 2013 року в Києві на Майдані Незалежності, працював на центральних телеканалах в Москві: НТВ, Росія-1, Перший Канал як режисер, режисер монтажу і режисер пост-продакшн.
Був активним учасником Революції гідності 2013-2014р. З грудня 2013 року член творчого об'єднання «Вавілон13».
Працював у Криму під час аннексії, як журналіст та оператор телеканалу BBC
З 2014 року - режисер українського телеканалу 1+1, військовий кореспондент.
В червні 2014 року записався в добровільний ВС України «Київська Русь». Брав участь у Війні на сході України.
Автор та режисер фільму про добровольців в АТО «Край Землі: Зона АТО» [Архівовано 20 березня 2018 у Wayback Machine.]
У 2015 отримав українське громадянство наказом Петра Порошенка за значний внесок в журналістику та підвищення престижу Армії України.
Продюсер та режисер офіційної реклами ЗСУ України "В єдності наша сила" [Архівовано 24 жовтня 2017 у Wayback Machine.]

## Фільмографія
Режисер
2009 - «Айлавью» (короткометражний)
2011 - «Голосом правди» (Україна, повнометражний документальний фільм) - режисер, режисер монтажу
2014 року - «BABYLON'13» - автор 18-ти короткометражних фільмів проекту
2014 року - «Край Землі: Зона АТО» (документальний)
Оператор
2014 року - «Battle For Ukraine» [Архівовано 9 липня 2018 у Wayback Machine.] (документальний)
2014 року - «Край Землі: Зона АТО» [Архівовано 20 березня 2018 у Wayback Machine.] (документальний альманах)
Продюсер
2014 року - «Край Землі: Зона АТО»
"В єдності наша сила" [Архівовано 24 жовтня 2017 у Wayback Machine.] - офіційна реклама ЗСУ України

## Нагороди
2014 - Кінофестиваль «Відкрита Ніч», Україна - Гран-прі за документальний фільм «Заповіт», знятий під час подій на Майдані.
2014 - Emmy Awards (Battle For Ukraine) - головний приз
Диплом "Державної Комісії з Телебаченню і Радіомовлення" за внесок у журналістику.
Диплом Міністерства Оборони України за значний внесок у інформаційну політику України і підвищення престижу армії України.